# Бабий Яр (ручей)
Ба́бий Я́р — ручей в Киеве, правый приток реки Почайны.

## Описание
Ручей протекал по дну оврага урочища Бабий Яр. Брал своё начало недалеко от улицы Юрия Ильенко. Длина около 1,5 км. Водосборная площадь — 400 га. Имеет приток ручей Репьяхов Яр, который протекал по дну одноимённого яра. Во времена Киевской Руси эти овраги с ручьями являлись естественной природной защитой древней столицы. В настоящее время (2016) почти на всём своём протяжении заключён в железобетонный водосточный коллектор. Ручей открыт только в нижней части устья.
С попыткой заполнить пойму Бабьего Яра пульпой связана произошедшая в 1961 году Куренёвская трагедия.